# Fallaticella
Fallaticella is een geslacht van uitgestorven kreeftachtigen uit de klasse van de Ostracoda (mosselkreeftjes).

## Soorten
- Fallaticella bulbata Schallreuter, 1984 †
- Fallaticella schaeferi Schallreuter, 1984 †